# Mastodyni
Mastodyni eller mastalgi är en medicinsk term för smärta i brösten, vanligen kvinnobrösten, men även män kan vid vissa tillfällen drabbas av mastodyni.
Med mastodyni avses smärta eller ömhet i själva bröstvävnaden. Bröstsmärta avser istället smärta i bröstkorgen, innanför brösten.

## Kvinnlig mastodyni
När kvinnor drabbas av mastodyni är det som regel cykliskt och förknippat med hormonförändringarna under menstruationscykeln. Det är ett vanligt symtom vid premenstruellt syndrom, ofta tillsammans med illamående. Cyklisk mastodyni drabbar ofta båda brösten. Omkring två tredjedelar av rapporterade fall av mastodyni är cyklisk och ofarlig. Orsaken är inte fullt förstådd, men tycks bero på högre nivåer prolaktin innan menstruation och höga värden blodfetter, men ibland tycks orsaken snarast vara psykisk.
Mastodyni som uppkommer oberoende av menstruationscykeln kan undantagsvis vara ett tecken på bröstcancer. För att utesluta den risken kan ömhet i brösten behöva utredas av läkare. Andra sjukdomar som kan ge icke-cyklisk mastodyni innefattar lokala och ofarliga blåsor och tumörer som fibroadenos, cystor, papillom och lipom, samt graviditet, pubertet, amning, gigantomasti, läkemedel, och fysiskt trauma mot brösten – ibland är emellertid mastodynin idiopatisk.
Om hyperprolaktinemi orsakar mastodynin, vilket till exempel kan ske vid läkemedelsbiverkning, kan det åtföljas av galaktorré (onormal mjölkutsöndring), menstruationsstörningar, och minskat libido, hos kvinnor. Också högre nivåer progesteron kan ge mastodyni och menstruationsrubbningar, samt likaså östrogen.

## Manlig mastodyni
Män som drabbas av mastodyni, drabbas ofta också av gynekomasti, vilket minst 30% av alla män gör under sitt liv. Mastodynin beror i dessa fall ofta på hormonstörningar, främst av prolaktin, östrogen och/eller testosteron, och kan ofta uppkomma i anslutning till pubertet, vid hypogonadism, som läkemedelsbiverkning, som symtom på lever- eller njursjukdom, eller vid livsstress.
Bröstcancer är mindre vanligt hos män än kvinnor, men också män drabbas. Mastodyni kan då vara ett symtom på detta, liksom på godartade tumörer i brösten.